# William Nolan (duchowny)
William Nolan (ur. 26 stycznia 1954 w Motherwell) – brytyjski duchowny katolicki, biskup Galloway w latach 2014-2022, arcybiskup metropolita Glasgow od 2022.

## Życiorys
Święcenia kapłańskie otrzymał 30 czerwca 1977 i został inkardynowany do diecezji Motherwell. Pracował głównie jako duszpasterz parafialny, był także m.in. wicerektorem Papieskiego Kolegium Szkockiego w Rzymie (1991-1994) oraz wikariuszem generalnym diecezji (2014).
22 listopada 2014 papież Franciszek mianował go ordynariuszem diecezji Galloway. Sakry udzielił mu 14 lutego 2015 metropolita Saint Andrews i Edynburga - arcybiskup Leo Cushley.
4 lutego 2022 papież Franciszek przeniósł go na urząd arcybiskupa metropolity Glasgow. Ingres odbył 26 lutego 2022.